# Стельмах, Евгений Михайлович
Евге́ний Миха́йлович Сте́льмах (11 мая 1923, Вязовница — 1 июня 1951) — старший лётчик 18-го гвардейского истребительного авиационного полка, гвардии старший лейтенант. Герой Советского Союза (1951).

## Биография
Родился 11 мая 1923 года в семье железнодорожника в деревне Вязовница Свислочской волости Бобруйского уезда Белорусской ССР (ныне Осиповичского района Могилёвской области, Белоруссия). Белорус. В 1940 году окончил 8 классов школы в городе Осиповичи, в 1941 году – Минский аэроклуб.
В армии с июня 1941 года. В октябре 1943 года окончил Черниговскую военную авиационную школу пилотов.
Участник Великой Отечественной войны: в ноябре 1943 – сентябре 1944 – лётчик, старший лётчик 729-го истребительного авиационного полка (Северный и Западный фронты ПВО). Участвовал в прикрытии с воздуха Ярославского промышленного района и северных портов: Архангельска, Молотовска (ныне Северодвинск) и Мурманска. Лётчик-истребитель старший лейтенант Е. Стельмах участвовал в воздушных боях на Курской дуге. После войны Стельмах продолжил службу в военной авиации, став старшим лётчиком.
Во время Корейской войны 1950—1953 годов командир звена 18-го гвардейского Витебского дважды Краснознамённого ордена Суворова II степени истребительного авиационного полка старший лейтенант Стельмах в составе советского 64-го истребительного авиационного корпуса участвовал в воздушных боях. 1 июня 1951 года Стельмах сбил бомбардировщик противника В-29 и подбил второй, однако сам был сбит вражеским истребителем F-86 или бомбардировщиком B-29. Приземлившись на парашюте, вступил в бой с диверсионной группой противника и, чтобы не попасть в плен, застрелился. Похоронен на Русском военном кладбище в городе Люйшунь (Китай).

## Награды и звания
Указом Президиума Верховного Совета СССР от 10 октября 1951 года за мужество и героизм, проявленные при выполнении воинского долга, гвардии старшему лейтенанту Стельмаху Евгению Михайловичу присвоено звание Героя Советского Союза (посмертно).
19 ноября 1951 года посмертно наградили медалью «За боевые заслуги».

## Память
- Имя лётчика носит улица в городе Осиповичи[1].
- Имя Стельмаха увековечено в музее Боевой славы 18-го гвардейского Витебского дважды Краснознамённого орденов Суворова II степени и ордена почетного легиона штурмового авиационного полка «Нормандия-Неман», базирующегося на аэродроме Галенки Приморского края.
- Имя Стельмаха присвоено школе в родной Вязовнице Осиповичского района[2][3].
- Экспозиция в Белорусском государственном музее истории Великой Отечественной войны[4].